# Hartwig Derenbourg
Hartwig Derenbourg (Parigi, 17 giugno 1844 – Parigi, 12 aprile 1908) è stato un orientalista, storico e traduttore francese.

## Biografia
Hartwig Derenbourg era il figlio dell'orientalista franco-tedesco Joseph Derenbourg e di Delphine Meyer. Studiò l'arabo, l'ebraico e altre lingue semitiche, dapprima sotto la guida del padre, poi di Joseph Toussaint Reinaud e del grande rabbino di Francia Salomon Ulmann. Proseguì gli studi all'Università di Gottinga con Ferdinand Wüstenfeld, Heinrich Ewald ed Ernest Bertheau, e a Lipsia con Christoph Krehl ed Heinrich Leberecht Fleischer. Nel 1866 ottenne il dottorato con la tesi "De pluralium linguae arabicae et aethiopicae origine et indole" pubblicata a Gottinga nel 1867. Tornato a Parigi, lavorò al catalogo dei manoscritti arabi della Biblioteca imperiale.
Nel 1871 il suocero Hermann Joseph Baer gli affidò la direzione della branca parigina della sua libreria di Francoforte. Nel 1875 fu nominato professore di arabo e di lingue semitiche al Seminario israelitico di Francia e professore di grammatica araba all'«École speciale des langues orientales vivantes» (oggi Institut National des Langues et Civilisations Orientales), dove ottenne la cattedra di arabo classico nel 1879.
Nel 1880 iniziò lo studio dei manoscritti arabi alla biblioteca dell'Escorial. Qui scoprì fra l'altro l'autobiografia di Usāma ibn Munqidh, un emiro siriano del XII secolo, di cui pubblicò il testo e la traduzione. Al suo ritorno in Francia, Ernest Renan lo fece nominare assistente alla commissione delle iscrizioni semitiche dell'Académie des inscriptions et belles-lettres, dove si dedicò all'epigrafia yemenita e sabea. Tra il 1881 e il 1891, curò un'edizione della grammatica araba di Sibawayh. Nel 1884 ebbe la nomina a professore di arabo alla École pratique des hautes études, dove fu incaricato l'anno seguente della conferenza sull'islamismo e religioni dell'Arabia nella sezione delle scienze religiose. Fu eletto membro dell'Académie des inscriptions et belles-lettres nel 1900.
Hartwig Derenbourg è stato anche membro del comitato centrale dell'Alleanza Israelitica Universale e segretario di redazione de La Grande Encyclopédie, pubblicata in 31 volumi sotto la direzione di Camille Dreyfus fra il 1885 e il 1902. Ha collaborato inoltre a numerose riviste tra che la Revue d'études juives, il Journal asiatique e il Journal des savants. È stato inoltre presidente della Commissione del Corpus Inscriptionum Semiticarum, succedendo ad Ernest Renan.

## Opere
- Le Diwan de Nabiga Dhobyani
- Le Livre de Sibawaih (2 voll., Parigi, 1881-1889)
- Chrestomathie élémentaire de l'Arabe littéral
- Ousama ibn Mounkidh, un emir syrien (1889)
- Ousama ibn Mounkidh, preface du livre du baton (con traduzione, 1887)
- Al-Fakhri (1895)
- Oumdra du Gimen (1897), catalogo di manoscritti arabi dell'Escorial (vol. I, 1884).
- Les manuscrits arabes de l'Escorial (vol. 1, 1884; vol. 2 e 3, 1903).